# Ostha costata
Ostha costata là một loài bướm đêm trong họ Noctuidae.